# Federico Calcagno
Federico Calcagno (* 14. Mai 1995) ist ein italienischer Jazz- und Improvisationsmusiker (Klarinette, Bassklarinette, Komposition) und gilt als einer der aufregendsten und innovativsten Musiker der zeitgenössischen europäischen Jazz- und Improvisationsszene.

## Wirken
Calcagno studierte zunächst klassische und Jazz-Klarinette am Mailänder Konservatorium. 2019 absolvierte er den Jazz Master in Bassklarinette am Conservatorium van Amsterdam. Zudem nahm er am International Workshop in Jazz and Creative Music des Banff Centre for Arts and Creativity teil, den Vijay Iyer und Tyshawn Sorey leiteten.
Calcagno leitet die Ensembles The Dolphians, Liquid Identities und sein Oktett, für die er auch komponiert. Weiterhin ist er Co-Leiter von Fade in Trio und Piranha. Sein Kompositionsstil ist eine Mischung aus kreativ-expressivem Jazz und postmoderner klassischer Musik, mit besonderem Augenmerk auf den rhythmischen Aspektem, beeinflusst von der karnatischer Musik Südindiens und afrikanischer Musik. Im September 2022 wurde beim Gaudeamus Festival in Utrecht seine Komposition Eternal Rhythm vom New European Ensemble (NEUE) und B. C. Manjunath uraufgeführt.
Weiterhin arbeitete Calcagno als Sideman in den Bands Noneto Disconcertante, Aviv Noam Quartet, Tijn Wybengas Brainteaser Orchestra, Adrian Moncada Sextet, Francesca Remigis Archipelagos und spielte mit Tino Tracannas Double Cut und Giovanni Falzones Contemporary Orchestra. Er ist weiterhin an Alben von Bernard van Rossum, des Tangent Quartet, von Ferdinando Romano und Escanzen beteiligt.

## Preise und Auszeichnungen
Calcagno errang 2017 den zweiten Preis beim Premio Nazionale delle Arti in der Kategorie Jazz und 2019 den Kritikerpreis und zweiten Preis beim Concorso Internazionale Massimo Urbani in Camerino. 2020 erhielt er den Premio Internazionale Giorgio Gaslini und wurde bei Top Jazz 2020 des Magazins Musica Jazz als bestes neues italienisches Talent präsentiert. Mit dem Aviv Noam 4et gewann er die Dutch Jazz Competition 2021. Im selben Jahr erhielt er den Premio SIAE und mit The Dolphians den MEI Super Stage Jazz und den zweiten Preis beim Wettbewerb Jazz Juniors in Krakau sowie Tomorrow’s Jazz mit dem Fade In Trio. Mit seinem Oktett gehörte er zu den Gewinnern der niederländischen Keep an Eyes Records.

## Diskographische Hinweise
- Federico Calcagno & The Dolphians: From Another Planet (2019)
- Liquid Identities: Liquid Identities (2020)
- Urlo d'Ebano (2021, solo)
- Fade In Trio: Live Fast, Die A Legend (2022, mit Pietro Elia Barcellona, Marco Luparia)
- Federico Calcagno, Javier Subatin, Francesca Remigi: Confini Labili (2022)
- Federico Calcagno Octet: Mundus Inversus (2024, mit Nabou Claerhout, José Soares, Adrián Moncada, Aleksander Sever, Pau Sola, Pedro Ivo Ferreira, Nikos Thessalonikefs)